# Прича о везировом слону
Прича о везировом слону је приповетка српског књижевника и нобеловца Иве Андрића. Први пут је објављена у часопису Књижевност 1947. Спада у ред Андрићевих најуспешнијих и најпопуларнијих приповедака. У њој се приповеда о травничкој чаршији и реакцијама њених становника на долазак новог везира Џалалудина-паше, суровог и повученог човека, који доводи афричког слона за љубимца, према коме ће становници усмерити нетрепељивост и мржњу.
Једна од централних тема приповетке је настанак и друштвена функција приче и приповедања, њено чување и трајање у народу, али и на који начин измишљотине могу да носе зрна истине, и обрнуто, како оно што је прихваћено као истина може да се темељи на лажима. Светозар Кољевић је наглашавајући слојевитост приповедања у овој приповеци истакао да је она замишљена као прича о једној травничкој причи – унутар које се распредају разне друге приче. Ова тема је једна од кључних тема Андрићевог опуса, и њу је, између осталог, истакао и у беседи О причи и причању, коју је одржао приликом примања Нобелове награде за књижевност 1961.